# متیلن دی‌فنیل دی‌ایزوسیانات
متیلن دی‌فنیل دی‌ایزوسیانات (به انگلیسی: Methylene diphenyl diisocyanate) با فرمول شیمیایی C۱۵H۱۰N۲O۲ یک ترکیب شیمیایی با شناسه پاب‌کم ۷۵۷۰ است. که جرم مولی آن ۲۵۰٫۲۵ g/mol می‌باشد. شکل ظاهری این ترکیب، جامد زرد کمرنگ یا سفید است.
متیلن دی‌فنیل دی‌ایزوسیانات که با نام تجاری دزمادور (Desmodur) نیز شناخته می‌شود، به‌دلیل ساختار شیمیایی واکنش‌پذیر خود، قابلیت ترکیب با گروه‌های هیدروکسیل را دارد و می‌تواند پیوندهای اورتان تشکیل دهد. این ویژگی، آن را به یکی از اجزای کلیدی در تولید پلی‌یورتان‌ها و سایر محصولات شیمیایی تبدیل کرده است.
دزمادور به‌عنوان یک ایزوسیانات پلی‌فانکشنال، در فرمولاسیون‌های مختلف صنعت رنگ و رزین استفاده می‌شود. این ماده به‌دلیل دارا بودن خاصیت‌های منحصر به فردی مانند چسبندگی بالا، مقاومت در برابر شرایط محیطی و قدرت نگهداری رنگ، نقش مهمی در بهبود ویژگی‌های نهایی محصولاتی مانند رنگ‌ها، پوشش‌ها و چسب‌ها ایفا می‌کند. همچنین، این ترکیب در انواع مایعات و جامدات تولید می‌شود و بسته به نوع و ساختار مولکولی، در شرایط و فرمولاسیون‌های مختلف قابل استفاده است.

## کاربردها
متیلن دی‌فنیل دی‌ایزوسیانات (MDI) به‌عنوان یکی از مهم‌ترین ترکیبات شیمیایی در خانواده ایزوسیانات‌ها، کاربردهای گسترده‌ای در صنایع مختلف دارد. این ماده به‌دلیل واکنش‌پذیری بالا و توانایی تشکیل پیوندهای اورتان، در تولید محصولات متنوعی استفاده می‌شود. در ادامه، برخی از مهم‌ترین کاربردهای MDI بررسی می‌شود.

### 1. تولید پلی‌یورتان‌ها
یکی از اصلی‌ترین کاربردهای MDI، استفاده از آن در تولید پلی‌یورتان‌ها است. پلی‌یورتان‌ها به‌دلیل انعطاف‌پذیری، مقاومت مکانیکی و شیمیایی بالا، در صنایع مختلفی مانند ساخت فوم‌ها، الاستومرها، چسب‌ها و پوشش‌ها کاربرد دارند. MDI به‌عنوان یک ماده اولیه کلیدی، در واکنش با پلی‌اول‌ها (Polyols) به‌سرعت پیوندهای اورتان تشکیل می‌دهد و ساختار پلی‌یورتان را ایجاد می‌کند. این ویژگی باعث می‌شود که MDI در تولید فوم‌های نرم و سخت (مانند فوم‌های مورد استفاده در مبلمان، عایق‌های حرارتی و صوتی و تشک‌ها) نقش اساسی ایفا کند.

### 2. صنعت رنگ و پوشش
MDI در صنعت رنگ و پوشش نیز کاربردهای فراوانی دارد. این ماده به‌دلیل چسبندگی بالا و مقاومت در برابر شرایط محیطی (مانند رطوبت، اشعه UV و مواد شیمیایی)، در فرمولاسیون رنگ‌ها و پوشش‌های صنعتی استفاده می‌شود. پوشش‌های مبتنی بر MDI به‌دلیل دوام و مقاومت بالا، در صنایع خودروسازی، ساختمان‌سازی و صنایع دریایی مورد استفاده قرار می‌گیرند. همچنین، این ماده در تولید پوشش‌های محافظ برای سطوح فلزی و بتنی نیز کاربرد دارد.

### 3. تولید چسب‌ها و درزگیرها
MDI به‌دلیل خاصیت چسبندگی قوی و توانایی ایجاد پیوندهای محکم، در تولید چسب‌ها و درزگیرها استفاده می‌شود. چسب‌های مبتنی بر MDI در صنایع چوب، کفپوش، خودروسازی و بسته‌بندی کاربرد گسترده‌ای دارند. این چسب‌ها به‌دلیل مقاومت در برابر آب، حرارت و مواد شیمیایی، برای اتصال مواد مختلف مانند فلزات، پلاستیک‌ها و چوب مناسب هستند. همچنین، درزگیرهای ساخته‌شده از MDI در صنعت ساختمان برای آب‌بندی و عایق‌کاری استفاده می‌شوند.

### 4. صنایع خودروسازی
در صنعت خودروسازی، MDI در تولید قطعات مختلفی مانند فوم‌های صندلی، پانل‌های داخلی، عایق‌های صوتی و حرارتی و قطعات پلی‌یورتان‌ی کاربرد دارد. فوم‌های ساخته‌شده از MDI به‌دلیل سبکی، انعطاف‌پذیری و مقاومت در برابر سایش، در ساخت صندلی‌های راحت و بادوام استفاده می‌شوند. همچنین، پوشش‌ها و چسب‌های مبتنی بر MDI در ساخت بدنه خودرو و اتصال قطعات مختلف به‌کار می‌روند.

### 5. صنایع ساختمان‌سازی
MDI در صنعت ساختمان‌سازی نیز نقش مهمی ایفا می‌کند. این ماده در تولید فوم‌های عایق حرارتی و صوتی، پانل‌های ساندویچی و درزگیرهای ساختمانی استفاده می‌شود. فوم‌های پلی‌یورتان ساخته‌شده از MDI به‌دلیل عایق‌بندی عالی و مقاومت در برابر رطوبت، در دیوارها، سقف‌ها و کف‌ها کاربرد دارند. همچنین، درزگیرهای مبتنی بر MDI برای آب‌بندی پنجره‌ها، درها و سایر اتصالات ساختمانی استفاده می‌شوند.
در نتیجه، متیلن دی‌فنیل دی‌ایزوسیانات (MDI) به‌عنوان یک ماده شیمیایی چندمنظوره، در صنایع مختلفی مانند تولید پلی‌یورتان‌ها، رنگ‌ها، چسب‌ها، خودروسازی و ساختمان‌سازی کاربردهای فراوانی دارد. این ماده به‌دلیل ویژگی‌های منحصر به فرد خود، به یکی از اجزای کلیدی در تولید محصولات با عملکرد بالا تبدیل شده است.
البته کاربرد عمده این ماده در تولید پلیمرهای پلی یورتانی است.